# Rainer Maria Gassen

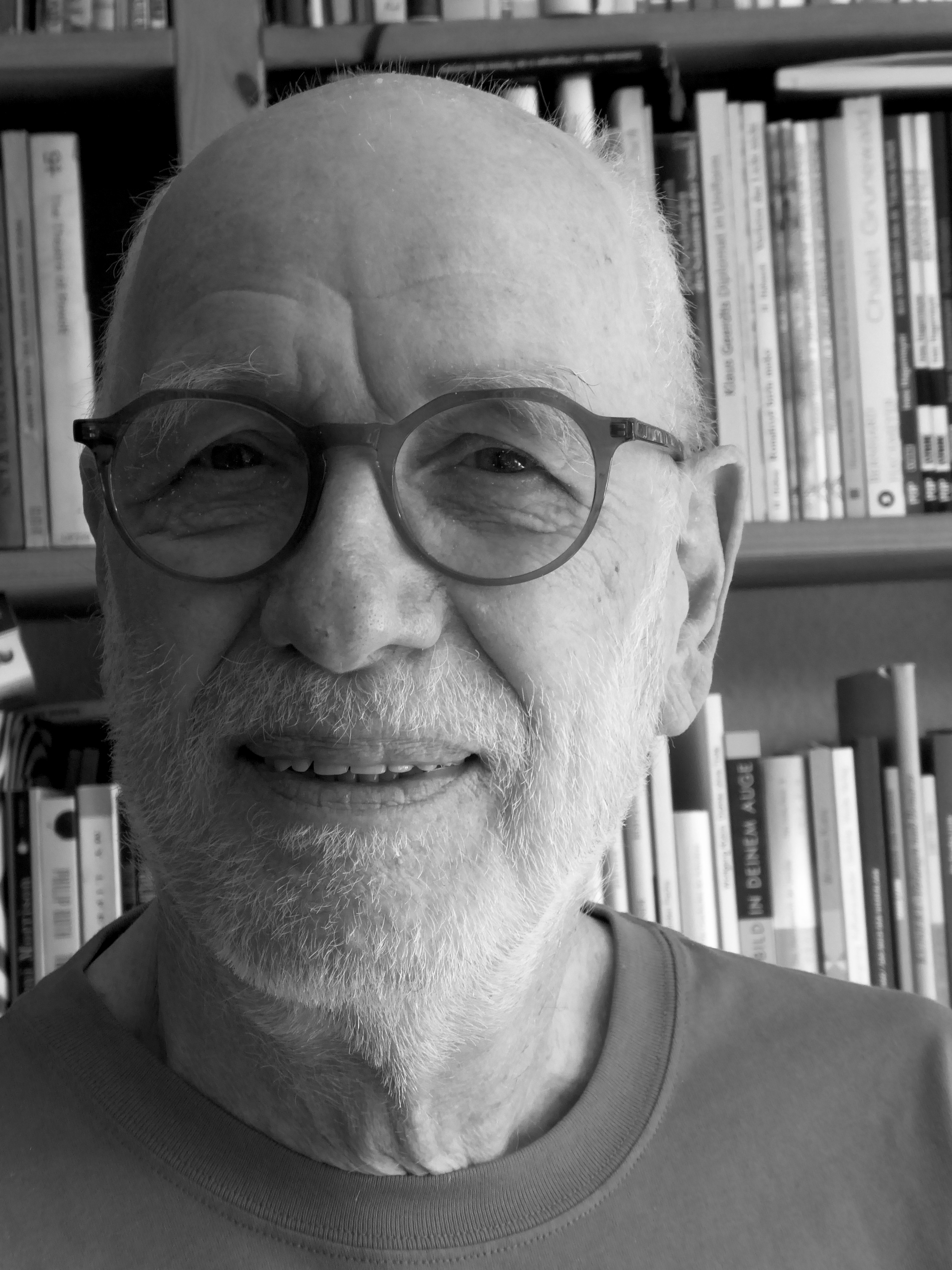
Rainer Maria Gassen, 2021

Rainer Maria Gassen (* 12. September 1946 in Koblenz; † 30. Juli 2025) war ein deutscher Lyriker, Übersetzer und Rezitator.

## Leben
Gassen wurde 1946 in Koblenz geboren und verbrachte seine Jugend in einem englischen Internat. Danach studierte er Anglistik in England und Germanistik in Deutschland und England und arbeitete als Lehrer in England, Indien und im Rheinland. Er lebte in Bonn und schrieb auf Deutsch und Englisch.
Gassen verantwortete und moderierte die Veranstaltungsreihen Bonner Ausblicke in Zusammenarbeit mit dem Bonner Institut für Migrationsforschung und Interkulturelles Lernen e. V. sowie den LiteraturAusschank in Jacques’ Wein-Depot in Bonn-Beuel. Er betreute als Mentor die damalige Bonner Ortsgruppe des BVjA und engagierte sich für die Lesebühne der kulturellen Initiative Rhizom e. V.
Gassen war Mitbegründer und Redakteur der Literaturzeitschrift 500 GRAMM. Journal für Literatur und Graphik sowie des Literaturmagazins KuLi – Kunst und Literatur und betätigte sich in der Redaktion des Dichtungsring, einer Bonner Literaturzeitschrift, für die er auch Beiträge lieferte.
Als Übersetzer aus dem Griechischen arbeitete er in der Gruppe Lexis mit Andreas Gamst, Anne Gaseling, Milena Hienz de Albentiis, Christiane Horstkotter-Brussow, Klaus Kramp und Alkinoi Obernesser unter der Leitung von Elena Pallantza. Gassen war Mitglied im Verband deutscher Schriftstellerinnen und Schriftsteller. Er starb im Juli 2025 im Alter von 78 Jahren.

## Stil
Als Kenner der englischsprachigen Lyrik hat er sich als Dichter, ausgehend vom deutschen Barock, dem Sonett verschrieben, lotete es formal inhaltlich und sprachlich aus, entwickelte aber auch neue eigene Doppel- und Spiegelformen, die „gleichsam als Frage und Antwort, als das Einerseits und Andererseits die vielfach gebrochene Wirklichkeitserfahrung der Gegenwart Form werden lassen“.

## Werke
- Faneika – Du Schöne. Sonette. Free Pen Verlag, Bonn 2010, ISBN 978-3-938114-51-3.
- Hände und Lippen. Sonette. Free Pen Verlag, Bonn 2010, ISBN 978-3-938114-59-9.
- Wortstaub. Sonette. Free Pen Verlag, Bonn 2011, ISBN 978-3-938114-64-3.
- Das Sonnengeflecht. Sonette. Free Pen Verlag, Bonn 2012, ISBN 978-3-938114-74-2.
- Wegpfennige. Sonette. Free Pen Verlag, Bonn 2013, ISBN 978-3-938114-91-9.
- Lektüre in der Straßenbahn. Doppelschweifsonette. Kid Verlag, 2016, ISBN 978-3-929386-66-0.
- Die Flucht aus Goa. ein episches Gedicht. Sonettenpresse, Bonn 2019, ISBN 978-3-948569-00-6.
- vergleichsweise. 72 Doppelschweifsonette mit 12 Holzschnitten von Jürgen Middelmann. Sonettenpresse, Bonn 2020, ISBN 978-3-948569-10-5.

## Übersetzungen

### Aus der griechischen Sprache
mit der Übersetzergruppe Lexis unter der Leitung von Elena Pallantza an der Universität Bonn:
- Jannis Ritsos: Helena. Verlag Reinecke & Voß, Leipzig 2017, ISBN 978-3-942901-23-9.
- Dimitris Eleftherakis: Die schwierige Kunst. Verlag Reinecke & Voß, Leipzig 2017, ISBN 978-3-942901-29-1.
- Danae Sioziou: Nützliche Kinderspiele. parasitenpresse, Köln 2019

### Aus der kurdischen Sprache
- Mit dem kurdischen Hussein Habasch: Afrin. Hogir Verlag, Bonn 2018, ISBN 978-3-935191-13-5.

## Tonträger
- Zeitfalte, Kompositionen und Arrangements: Thomas Clasen; Texte und Rezitation: Rainer Maria Gassen, Cross Over Records 1995

## Auszeichnungen
- 2019 mit der Übersetzergruppe Lexis an der Universität Bonn: Staatspreis des griechischen Kultusministeriums für Literarische Übersetzungen, vergeben für die Übertragung des Kurzromans Die schwierige Kunst von Dimitris Eleftherakis